# 打球
打球（だきゅう）とは、一般に球技（スポーツ）において、競技者が道具や体を使い、打ち付けて飛ばしたり動かしたりした時の球のこと。またはその行為のこと。
球技以外では、パチンコで装置が打ち出す球など球を用いた打ち出し現象について指すこともある。

## 打球の例
- 野球やソフトボール、クリケットなどにおけるバットによる打球（バッティング）。
- テニス、卓球、バドミントンなどラケットによる打球。
- ホッケーやゲートボールなどスティックによる打球。
- ゴルフなどクラブによる打球。競技自体の漢字表記も「打球」とされることがある。
- ビリヤードにおけるキューによる打球。
- バレーボールなど手による打球。
- サッカーなど足による打球。